# DHB-Amateur-Pokal 2023
Der DHB-Amateur-Pokal 2023, der nach einer Unterbrechung wieder stattfand, war die achte Austragung des Amateur-Handballpokalwettbewerbs der Herren, dessen zwei Finalisten ab der 3. Runde am DHB-Pokal 2023/24 teilnahmen. Sieger wurde interaktiv.Handball.

## Teilnehmer
Teilnehmen konnten die 22 amtierenden Landesverband-Pokalsieger des Jahres 2022. Da die Teilnehmer höchstens der vierthöchsten Spielklasse angehören dürfen, konnte der zweite Endspielteilnehmer im Landespokal gemeldet werden, wenn der Pokalsieger gleichzeitig Aufsteiger in die 3. Liga war.
Gemeldet für die Austragung 2023 waren HC Gelpe/Strombach (HV Mittelrhein), HC Glauchau/Meerane (HV Sachsen/MHV), HGW Hofweier (Südbadischer HV), HSV Apolda 1990 (Thüringer HV), interaktiv.Handball (HV Niederrhein), VFL Handball Mennighüffen (HV Westfalen) und TV Homburg (HV Saar/RPS).

## Turnierverlauf
Die Hauptrunde entfiel wegen der geringen Teilnehmerzahl.

### Viertelfinale
Die Spiele im Viertelfinale wurden am 25./26. Februar 2023 ausgetragen. Grün-Weiß Hofweier erhielt per Los das direkte Startrecht für das Final4. Die restlichen Paarungen wurden nach geographischen Gesichtspunkten angesetzt und das Heimrecht ausgelost.
| Datum            | Spielansetzung                                 | Ergebnis      |
| ---------------- | ---------------------------------------------- | ------------- |
| 26. Februar 2023 | interaktiv.Handball – TV Homburg               | 37:32 (20:19) |
| 25. Februar 2023 | HC Gelpe/Strombach – VfL Handball Mennighüffen | 36:27 (19:14) |
| 25. Februar 2023 | HSV Apolda – HC Glauchau/Meerane               | 30:23 (13:14) |

### Final 4
Das Final 4 fand am 3./4. Juni 2023 in der Eugen-Haas-Halle in Gummersbach statt.

#### Halbfinale
| Datum        | Spielansetzung                           | Ergebnis                   |
| ------------ | ---------------------------------------- | -------------------------- |
| 3. Juni 2023 | HC Gelpe/Strombach – HSV Apolda          | 33:32 n. V. (29:29, 13:15) |
| 3. Juni 2023 | interaktiv.Handball – Grün-Weiß Hofweier | 42:31 (20:14)              |

#### Finale
Das Finale fand am 4. Juni 2023 in Gummersbach statt. Beide Finalisten spielten in der 3. Runde des DHB-Pokal 2023/24.
| Datum        | Spielansetzung                           | Ergebnis      |
| ------------ | ---------------------------------------- | ------------- |
| 4. Juni 2023 | HC Gelpe/Strombach – interaktiv.Handball | 24:35 (09:20) |